# Zinowiewia costaricensis
Zinowiewia costaricensis är en benvedsväxtart som beskrevs av Lundell. Zinowiewia costaricensis ingår i släktet Zinowiewia och familjen Celastraceae. Inga underarter finns listade.